# Yvette Brackman
Yvette Brackman (født 1967, New York City) er en amerikansk billedkunstner bosiddende i København. Hun arbejder i forskellige medier fra skulptur, video og installationer til sociale interventioner og systemer. Hendes værker indeholder ofte performative kvaliteter og benytter sig af metoder så som rollespil, erindring, benægtelse og udveksling. I hendes praksis undersøger hun betydningen af historiefortælling i sociale relationer gennem elementer fra mode, teater og design samt strategier der udfordrer beskuerens rolle. Brackman undersøger temaer så som forholdet mellem krop, rum og erindring såvel som samspillet mellem oprindelse, omgivelser, fordrivelse og eksil. Tilbagevendende tematikker i hendes praksis er også kulturel overlevelse og tilpasning samt påvirkningen fra politiske systemer.
Brackman har en MFA, MA og certifikat i Woman’s Studies fra University of Illinois in Chicago’s School of Art and Design og en BFA fra The School og The Art Institute of Chicago. Hun var professor og leder af afdelingen for Mur og Rum på det Kongelige Danske Kunstakademi fra år 2000-2007. Hun har været gæsteprofessor, forelæser og Phd.-rådgiver ved adskillige institutioner i Skandinavien og USA. Siden 1993 har hun udstillet internationalt, kurateret kunstudstillinger siden 1995 og publiceret en række tekster i kunstjournaler.
Yvette Brackman har senest udstillet på Nordkystens Kunsttriennale 2016, Nordsjælland. Overgaden Institut for Samtidskunst i København, 2015. The Moscow Biennial 2013, Rusland. The Liverpool Biennial, 2012, England. Freies Museum Berlin, 2013, Tyskland. LAXART, 2012, Los Angeles, USA. Museet for Samtidskunst, 2012, Roskilde samt Statens Museum for Kunst, København, hvor Brackman ligeledes indgår i museets permanente samling.